# Veseočica
Veseočica (ponegdje Vesošnica) je rijeka u Bosni i Hercegovini.
Rijeka Veseočica nastaje spajanjem Pršljanice i Duboke na 614 metara nadmorske visine uzvodno od Vesele, a u Vrbas se ulijeva s lijeve strane na oko 560 metara. Cjelokupan tok rijeke duge oko sedam kilometara se nalazi u općini Bugojno, a prolazi i kroz sami centar grada.